# رشید معطر
رشید معطر (عربی: رشيد معطر؛ زادهٔ ۲۷ ژانویهٔ ۱۹۵۹) بازیکن فوتبال اهل فرانسه بود.
از باشگاه‌هایی که در آن بازی کرده‌است می‌توان به باشگاه فوتبال نانسی اشاره کرد.
وی همچنین در تیم ملی فوتبال الجزایر بازی کرده‌است.